# رايموند وو
رايموند وو (بالصينية: 鄔維庸) هو قاضي صلح ‏ وسياسي صيني، ولد في 15 مايو 1936، وتوفي في 3 أكتوبر 2006. انتخب عضو مجلس الشعب الصيني ‏ عن دائرة هونغ كونغ خلال فترته النيابية ‏.